# Марино-Поле (Благоєвградська область)
Ма́рино-Поле́ (болг. Марино поле) — село в Благоєвградській області Болгарії. Входить до складу общини Петрич.

## Населення
За даними перепису населення 2011 року у селі проживала 301 особа, усі — болгари.
Розподіл населення за віком у 2011 році:
Динаміка населення: